# Wojciech Grzyb
Wojciech Grzyb, né le 21 décembre 1974 à Mysłowice, est un ancien footballeur polonais. Il occupait le poste de défenseur.

## Palmarès
- Finaliste de la Coupe de Pologne : 2009, 2012